# 雪莉 (印第安納州)
雪莉（英語：Shirley）是一個位於美國印地安納州漢考克縣與亨利縣的城鎮。

## 人口
根據2010年美國人口普查的數據，雪莉的面積為0.91平方千米，當中陸地面積為0.91平方千米，而水域面積為0.00平方千米。當地共有人口830人，而人口密度為每平方千米912人。